# Stemmacantha chamarensis
Stemmacantha chamarensis là một loài thực vật có hoa trong họ Cúc. Loài này được (Peschkova) Czerep. miêu tả khoa học đầu tiên năm 1995.